# 小行星3608
小行星3608（英語：3608 Kataev）是一颗围绕太阳公转的小行星。1978年9月27日，柳德米拉·切爾尼赫在克里米亚发现了此天体。
这颗小行星的绝对星等为236.8232869403309等。